# Жоравське Озеро
Жоравське Озеро (Журака, Жоравка) — річка в Україні, у Яготинському районі Київської області. Права притока Оржиці (басейн Дніпра).

## Опис
Довжина річки приблизно 10,5 км.

## Розташування
Бере початок на північно-західній околиці Сулимівки. Спочатку тече на південний, потім на північний схід через Лебедівку, Жоравку і впадає в річку Оржицю, праву притоку Сули.
Біля річки пролягає автомобільний шлях Т 1018